# Gustaf Svensson
Gustaf Arthur Leopold Svensson (17 de marzo de 1882-13 de julio de 1950) fue un deportista sueco que compitió en vela en la clase 40 m2. Participó en los Juegos Olímpicos de Amberes 1920, obteniendo una medalla de plata en la clase 40 m2.

## Palmarés internacional
| Juegos Olímpicos | Juegos Olímpicos  | Juegos Olímpicos | Juegos Olímpicos |
| Año              | Lugar             | Medalla          | Clase            |
| ---------------- | ----------------- | ---------------- | ---------------- |
| 1920             | Amberes (Bélgica) | Medalla de plata | 40 m2            |